# بروناج جالاجار
بروناج جالاجار (بالإنجليزية: Bronagh Gallagher)‏ هي مغنية وممثلة أيرلندية، ولدت في 28 نوفمبر 1972 في أيرلندا الشمالية.

## أعمال

### أفلام
- (1994) خيال رخيص[5][6]
- (1999)  تهديد الشبح[7][8][9]
- (2009) شرلوك هولمز[10][11]
- (2010) تامارا درو[12][13]
- (2011) ألبرت نوببس[14]

## وصلات خارجية
- بروناج جالاجار على موقع IMDb (الإنجليزية)
- بروناج جالاجار على موقع قاعدة بيانات الأفلام العربية
- بروناج جالاجار على موقع ألو سيني (الفرنسية)
- بروناج جالاجار على موقع ميوزك برينز (الإنجليزية)
- بروناج جالاجار على موقع أول موفي (الإنجليزية)
- بروناج جالاجار على موقع أول موفي (الإنجليزية)
- بروناج جالاجار على موقع قاعدة بيانات الأفلام السويدية (السويدية)
- بروناج جالاجار على موقع ديسكوغز (الإنجليزية)
- بروناج جالاجار على موقع قاعدة بيانات الفيلم (الإنجليزية)
- بروناج جالاجار على موقع كينوبويسك (الروسية)